# Norton in Hales
Norton in Hales – wieś w Anglii, w hrabstwie Shropshire. Leży 34 km na północny wschód od miasta Shrewsbury i 226 km na północny zachód od Londynu.